# Музей вина (Плевен)
Музей Вина (болг. Музей на виното) расположен в городе Плевен, в северо-центральной Болгарии. Он был открыт 17 сентября 2008 и занимает естественную пещеру в плевенском парке Кайлык, приблизительно в 5 км от городского центра.
Музей стал результатом сотрудничества болгарских и французских архитекторов, дизайнеров и энологов, а также кураторов панорамы «Плевенская эпопея 1877 года» и Плевенского регионального исторического музея. Пещера, в которой расположился музей, находится рядом с водохранилищем Тотлебенов вал. Музей состоит из пяти галерей и имеет общую площадь в 650 квадратных метров.
Коллекция Музея вина включает в себя более 6 000 бутылок болгарского вина из всех винодельческих регионов страны, которые доступны для дегустации и покупки. Кроме того, музей может похвастаться самой большой коллекцией в стране более 7 000 вин (в возрасте от 30 до 90 лет). В историческом зале музея представлены предметы, связанные с виноградарством и виноделием на болгарских землях с древнейших фракийских времён до наших дней. Винный погреб предлагает вина из всех болгарских регионов, хранящиеся в 100 бочках из французского дуба.. Коллекция вин музея принадлежит Пламену Петкову, крупному местному владельцу виноградников, который вложил более 300 000 долларов США в системы контроля температуры, полы и освещение пещеры, в которой расположен музей.
Плевен расположен в самом сердце крупного винодельческого региона — Дунайской равнины. Город также является центром винного образования, так как в нём находится первая и единственная в Болгарии специализированная средняя школа — Профессиональная средняя школа виноградарства и виноделия имени Александра Стамболийского, основанная в 1890 году. Национальный институт виноградарства и энологии, основанный в 1902 году по рекомендации французского винного специалиста Пьера Виалы, также расположен в Плевене.